# Apphadana
Gesonia là một chi bướm đêm thuộc họ Noctuidae.